# Erythroneura caetra
Erythroneura caetra är en insektsart som beskrevs av Mcatee 1924. Erythroneura caetra ingår i släktet Erythroneura och familjen dvärgstritar. Inga underarter finns listade i Catalogue of Life.